# Licola
Licola is een plaats in de Australische deelstaat Victoria en ligt in Wellington Shire, 254 kilometer ten oosten van Melbourne. Volgens de volkstelling uit 2006 telt de plaats 21 inwoners.